# Pistole vz. 24
A pistole vz. 24 (Pistola Modelo 24) foi a pistola padrão do Exército da Tchecoslováquia durante o período entreguerras. Foi uma versão melhorada da pistole vz. 22, que havia sido licenciada pela Mauser. A República Eslovaca apreendeu mais de dez mil vz. 24s quando declarou sua independência da Tchecoslováquia em março de 1939. A vz. 24 foi sucedida, na produção, por uma versão simplificada, com câmara para .32 ACP, a vz. 27.